# Bernard Aton VI. Trencavel
Bernard Aton VI. Trencavel (* 1159; † nach 1214) war ein Vizegraf von Nîmes und Agde aus dem Haus Trencavel. Er war der einzige Sohn des Vizegrafen Bernard Aton V. Trencavel († 1058/59) und dessen Ehefrau Guillemette de Montpellier.
Bernard Aton wurde höchstwahrscheinlich postum geboren und seine Mutter führte bis zu seiner Mündigkeit die Verwaltung seines Besitzes, in dem er nicht mehr unumschränkt walten konnte. In Agde musste er die Herrschaft mit dem Bischof der Stadt teilen. Dieser erhielt 1173 von König Ludwig VII. von Frankreich umfangreiche Privilegien und die Verfügungsgewalt über ein Drittel der Vizegrafschaft verliehen. Im Jahr 1187 übertrug Bernard Aton seinen gesamten Besitz in Agde dem Bischof, womit dieser de facto der einzige Herr in dieser Vizegrafschaft wurde. Aus dem 1208 ausbrechenden Albigenserkreuzzug hielt sich Bernard Aton heraus und unterstützte auch nicht seinen Cousin Raimund Roger Trencavel bei der Verteidigung von Carcassonne 1209. Am 2. Mai 1214 übertrug er die Vizegrafschaften Nîmes und Agde an den Anführer des Kreuzzuges, Simon de Montfort.
Bernard Aton VI. war nicht verheiratet, sein Sterbedatum ist unbekannt.